# Tipula pendula
Tipula pendula är en tvåvingeart som beskrevs av Alexander 1924. Tipula pendula ingår i släktet Tipula och familjen storharkrankar. Inga underarter finns listade i Catalogue of Life.